# کیت گیلسپی
کیت گیلسپی (انگلیسی: Keith Gillespie؛ زادهٔ ۱۸ فوریهٔ ۱۹۷۵) بازیکن سابق فوتبال اهل لارن، ایرلند شمالی  است.
از باشگاه‌هایی که در آن بازی کرده‌است می‌توان به باشگاه فوتبال گلنتوران، باشگاه فوتبال لستر سیتی، باشگاه فوتبال نیوکاسل یونایتد، باشگاه فوتبال منچستر یونایتد، باشگاه فوتبال برادفورد سیتی، باشگاه فوتبال دارلینگتون، باشگاه فوتبال شفیلد یونایتد، باشگاه فوتبال چارلتون اتلتیک، باشگاه فوتبال ویگان اتلتیک، و باشگاه فوتبال بلکبرن روورز اشاره کرد.
وی همچنین در تیم‌های ملی فوتبال زیر ۲۱ سال ایرلند شمالی و ایرلند شمالی بازی کرده‌است.

## زندگی شخصی
گیلسپی در 1 اکتبر 2010 توسط دادگاه عالی بلفاست به طور قانونی ورشکست شد. در سال 2013، او زندگی نامه خود را منتشر کرد، چگونه یک میلیونر فوتبال نباشیم ، که در آن اعتیاد خود را به قمار توصیف می کند و تخمین می زند که بیش از 7 میلیون پوند از دست داده است. منتقد رابی مردیت در کتاب وقتی شنبه می‌آید نوشت: "این ادعا که گیلسپی در پایان داستان خود به رستگاری می‌رسد، خیلی کلیشه‌ای است. بلکه او موهبت نامشخص درک بهتر از خود را به دست می‌آورد. با انجام این کار، او ارائه می‌دهد. نگاهی قانع‌کننده به خلأ تاریکی که در عصر مدرن سلبریتی‌های فوتبال سرشار از آدرنالین وجود دارد». گیلسپی از خیریه قمار با زندگی حمایت کرده است، که خواستار مقررات سختگیرانه تر قمار است و برای افرادی که مشکلات قمار دارند حمایت می کند. 

## افتخارات
باشگاه فوتبال منچستر یونایتد
قهرمان جام خیریه انگلستان ۱۹۹۴
باشگاه فوتبال بلکبرن روورز
قهرمان جام اتحادیه فوتبال انگلستان ۲۰۰۲
باشگاه فوتبال گلنتوران
قهرمان لیگ برتر فوتبال ایرلند شمالی ۱۰_۲۰۰۹
باشگاه فوتبال نیوکاسل یونایتد
نایب قهرمان لیگ برتر انگلستان(۲)   ۹۷–۱۹۹۶ ، ۹۸–۱۹۹۷